# A rejtély (1. évad)
A rejtély című amerikai sci-fi filmsorozat első évadát 2008. szeptember 9-én kezdte vetíteni az amerikai FOX csatorna. Az évadzáró epizód 2009. május 12-én került adásba. Magyarországon először az RTL Klub tűzte műsorára, ahol 2009. március 3-ától 2009. július 31-ig láthattuk az első évadot.
Az évad eredetileg 22 epizódból állt volna, mint egy átlagos tévésorozat-évad, de végül csak 20 részes lett. Ennek oka, hogy az első, 80 perc hosszúságú dupla epizódot egy részként tartják számon, egy elkészített epizód pedig nem került adásba. A kimaradt, Temetetlen múlt című részt aztán a második évadban adták le, annak 11. epizódjaként.
Az epizódok (az első kivételével) a szokásos 40-42 perc helyett kb. 48 perc hosszúságúak. Ennek az az oka, hogy a sorozat első évadja (a többi már nem) része volt a FOX csatorna Remote-Free TV („tévézz távkapcsoló nélkül”) nevezetű kezdeményezésének, amely azt jelentette, hogy a műsorszámok között kevesebb reklámot vetítettek.

## Szereplők

### Főszereplők
- Anna Torv mint Olivia Dunham
- Joshua Jackson mint Peter Bishop
- John Noble mint Walter Bishop
- Lance Reddick mint Phillip Broyles
- Kirk Acevedo mint Charlie Francis
- Jasika Nicole mint Astrid Farnsworth
- Blair Brown mint Nina Sharp [5]

### Visszatérő szereplők
- Michael Cerveris mint September (20 epizód, ebből 17 cameoszerep) [6]
- Mark Valley mint John Scott (7 epizód) [7]
- Ari Graynor mint Rachel Dunham (7 epizód)
- Lily Pilblad mint Ella Blake (7 epizód)
- Chance Kelly mint Mitchell Loeb (5 epizód)
- Jared Harris mint David Robert Jones (4 epizód)
- Michael Gaston mint Sanford Harris (4 epizód)
- Trini Alvarado mint Samantha Loeb (2 epizód)
- Clark Middleton mint Edward Markham (1 epizód)
- David Call mint Nick Lane (1 epizód)

### Különleges vendégszereplők
- Leonard Nimoy alakította az évadzáró epizódban Walter Bishop egykori kollégáját, Dr. William Bellt. (1 epizód)

## Epizódok
| Ep# | Eredeti cím                           | Magyar cím       | Író(k)                                                                         | Rendező               | Első vetítés (USA) | Első vetítés (Magyarország) | Nézők (millió) |
| --- | ------------------------------------- | ---------------- | ------------------------------------------------------------------------------ | --------------------- | ------------------ | --------------------------- | -------------- |
| 1 | „Pilot”                               | A kezdet         | J.J. Abrams, Alex Kurtzman, Roberto Orci                                       | Alex Graves           | 2008. 09. 09.      | 2009. 03. 13.               | 9,13           |
| A Hamburgból Bostonba tartó 627-es repülőjárat összes utasa és személyzete életét veszti egy különös vírus következtében. Az elsőre terrortámadásnak tűnő ügyet az FBI vizsgálja. A nyomozás során John Scott ügynök ugyanazzal az anyaggal fertőződik meg, amellyel a gép utasai. A partnere, Olivia Dunham mindent megtesz azért, hogy megmentse. Egyetlen esélye a 17 éve elmegyógyintézetbe került tudós, Walter Bishop, de őt csak a fia, Peter segítségével hozhatja ki az intézetből. Miután sikerül rávennie Petert, hogy segítsen, megkezdődik a nyomozás, amelynek során rádöbbennek, hogy ami a gépen történt, az csak a kezdet volt. És végül Olivia társáról is kiderül, hogy nem az, akinek ismeri... |                                       |                  |                                                                                |                       |                    |                             |                |
| 2 | „The Same Old Story”                  | Régi ügy         | Jeff Pinkner, J.J. Abrams, Alex Kurtzman, Roberto Orci                         | Paul Edwards          | 2008. 09. 16.      | 2009. 03. 20.               | 13,27          |
| |                                       |                  |                                                                                |                       |                    |                             |                |
| 3 | „The Ghost Network”                   | Új hullámokon    | David H. Goodman, J. R. Orci                                                   | Fred Toye             | 2008. 09. 23.      | 2009. 03. 27.               | 9,42           |
| |                                       |                  |                                                                                |                       |                    |                             |                |
| 4 | „The Arrival”                         | Az érkezés       | J.J. Abrams, Jeff Pinkner                                                      | Paul Edwards          | 2008. 09. 30.      | 2009. 04. 03.               | 9,91           |
| |                                       |                  |                                                                                |                       |                    |                             |                |
| 5 | „Power Hungry”                        | Áramütés         | Jason Cahill, Julia Cho                                                        | Christopher Misiano   | 2008. 10. 14.      | 2009. 04. 10.               | 9,16           |
| |                                       |                  |                                                                                |                       |                    |                             |                |
| 6 | „The Cure”                            | Az ellenszer     | Felicia D. Henderson, Brad Caleb Kane                                          | Bill Eagles           | 2008. 10. 21.      | 2009. 04. 17.               | 8,91           |
| |                                       |                  |                                                                                |                       |                    |                             |                |
| 7 | „In Which We Meet Mr. Jones”          | Mr. Jones        | J.J. Abrams, Jeff Pinkner                                                      | Brad Anderson         | 2008. 11. 11.      | 2009. 04. 24.               | 8,61           |
| |                                       |                  |                                                                                |                       |                    |                             |                |
| 8 | „The Equation”                        | Eltűntek         | J. R. Orci, David H. Goodman                                                   | Gwyneth Horder-Payton | 2008. 11. 18.      | 2009. 05. 08.               | 9,18           |
| |                                       |                  |                                                                                |                       |                    |                             |                |
| 9 | „The Dreamscape”                      | Álomcsapda       | Zack Whedon, Julia Cho                                                         | Fred Toye             | 2008. 11. 25.      | 2009. 05. 15.               | 7,70           |
| |                                       |                  |                                                                                |                       |                    |                             |                |
| 10 | „Safe”                                | Széf             | David H. Goodman, Jason Cahill                                                 | Michael Zinberg       | 2008. 12. 02.      | 2009. 05. 22.               | 8,54           |
| |                                       |                  |                                                                                |                       |                    |                             |                |
| 11 | „Bound”                               | Kettős ügynök    | Jeff Pinkner, J.J. Abrams, Alex Kurtzman, Roberto Orci                         | Fred Toye             | 2009. 01. 20.      | 2009. 05. 29.               | 11,96          |
| |                                       |                  |                                                                                |                       |                    |                             |                |
| 12 | „The No-Brainer”                      | Hipnózisban      | David H. Goodman, Brad Caleb Kane                                              | John Polson           | 2009. 01. 27.      | 2009. 06. 05.               | 11,62          |
| |                                       |                  |                                                                                |                       |                    |                             |                |
| 13 | „The Transformation”                  | Az átalakulás    | Zack Whedon, J. R. Orci                                                        | Brad Anderson         | 2009. 02. 03.      | 2009. 06. 12.               | 12,78          |
| |                                       |                  |                                                                                |                       |                    |                             |                |
| 14 | „Ability”                             | Duplacsavar      | David H. Goodman (forgatókönyv) Glen Whitman, Robert Chiappetta (történet)     | Norberto Barba        | 2009. 02. 10.      | 2009. 06. 19.               | 9,83           |
| |                                       |                  |                                                                                |                       |                    |                             |                |
| 15 | „Inner Child”                         | A látnok gyermek | Brad Caleb Kane, Julia Cho                                                     | Fred Toye             | 2009. 04. 07.      | 2009. 06. 26.               | 9,88           |
| |                                       |                  |                                                                                |                       |                    |                             |                |
| 16 | „Unleashed”                           | Mutáns           | Zack Whedon, J. R. Orci                                                        | Brad Anderson         | 2009. 04. 14.      | 2009. 07. 03.               | 10,15          |
| |                                       |                  |                                                                                |                       |                    |                             |                |
| 17 | „Bad Dreams”                          | Rémálmok         | Akiva Goldsman                                                                 | Akiva Goldsman        | 2009. 04. 21.      | 2009. 07. 10.               | 9,89           |
| |                                       |                  |                                                                                |                       |                    |                             |                |
| 18 | „Midnight”                            | Lehull a lepel   | J. H. Wyman, Andrew Kreisberg                                                  | Bobby Roth            | 2009. 04. 28.      | 2009. 07. 17.               | 9,62           |
| |                                       |                  |                                                                                |                       |                    |                             |                |
| 19 | „The Road Not Taken”                  | Járatlan út      | Jeff Pinkner, J. R. Orci (forgatókönyv) Akiva Goldsman (történet)              | Fred Toye             | 2009. 05. 05.      | 2009. 07. 24.               | 9,25           |
| |                                       |                  |                                                                                |                       |                    |                             |                |
| 20 | „There's More Than One of Everything” | Másvilág         | Jeff Pinkner, J. H. Wyman (forgatókönyv) Akiva Goldsman, Bryan Burk (történet) | Brad Anderson         | 2009. 05. 12.      | 2009. 07. 31.               | 9,28           |
| |                                       |                  |                                                                                |                       |                    |                             |                |